# Palpomyia limnochares
Palpomyia limnochares är en tvåvingeart som först beskrevs av John William Scott Macfie 1940.  Palpomyia limnochares ingår i släktet Palpomyia och familjen svidknott. Inga underarter finns listade i Catalogue of Life.